# Prealpi centrali di Stiria
Le Prealpi centrali di Stiria (in tedesco Zentrales steirisches Randgebirge) sono una sottosezione delle Prealpi di Stiria (Steirisches Randgebirge, Steirische Voralpen).
Si trovano in Austria (Stiria).

## Classificazione
Secondo la SOIUSA le Prealpi centrali di Stiria sono una sottosezione delle Prealpi di Stiria ed hanno come codice il seguente: II/A-20.III.
Secondo l'AVE sono inglobate nelle Prealpi ad est della Mura che costituiscono il gruppo n. 47 di 75 nelle Alpi Orientali.

## Delimitazioni
Confinano:
- a nord con le Alpi Nord-orientali di Stiria (nelle Alpi Settentrionali di Stiria)e separate dal Semmering Sattel;
- ad est con le Prealpi orientali di Stiria (nella stessa sezione alpina);
- a sud si stemperano nella Pianura Pannonica;
- ad ovest con le Prealpi nord-occidentali di Stiria (nella stessa sezione alpina) e separate dal corso del fiume Mura.

## Suddivisione

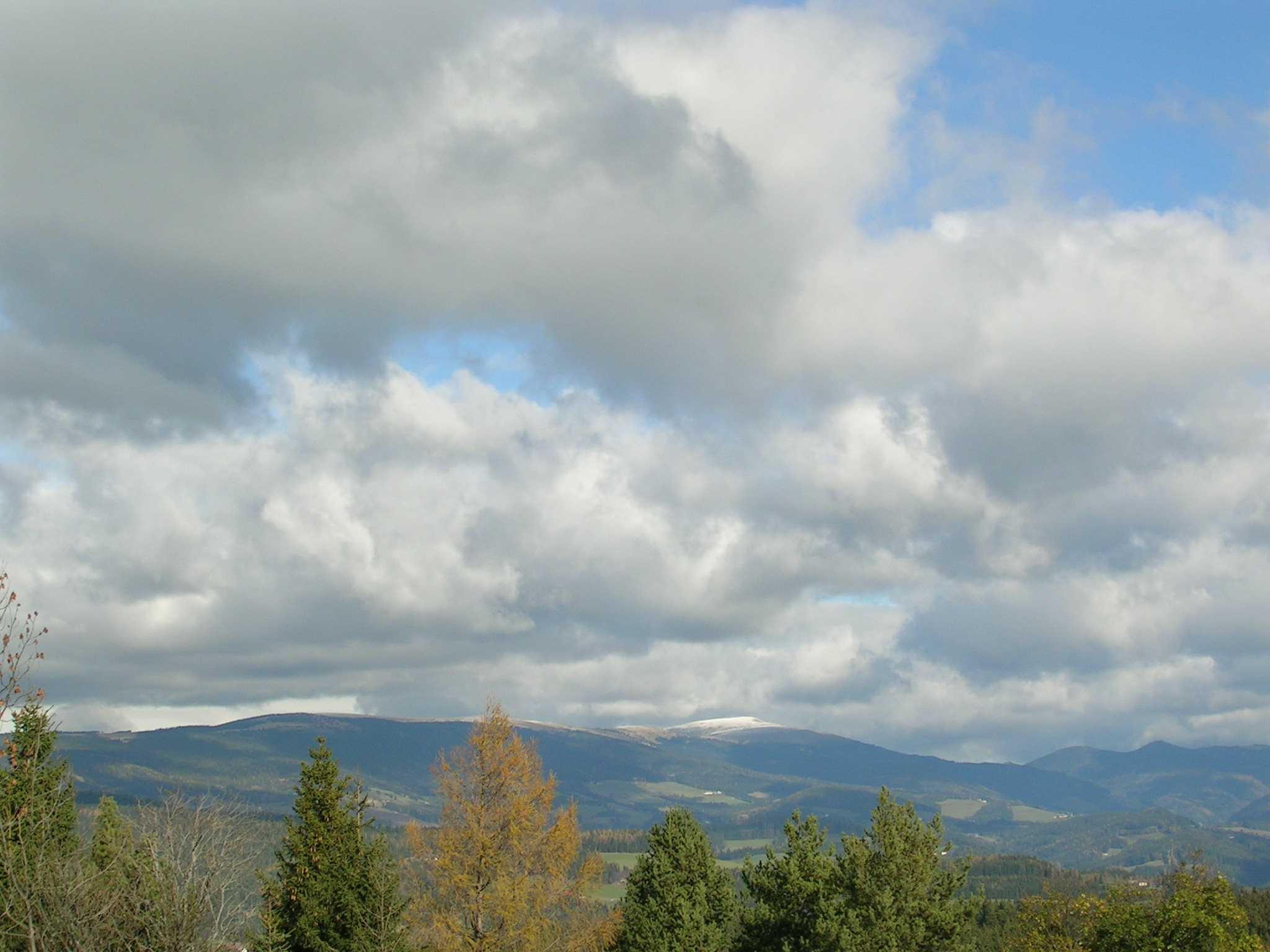
Panorama sulle Alpi di Fischbach.

Si suddividono in due supergruppi e cinque gruppi (tra parentesi i codici SOIUSA dei supergruppi, gruppi e sottogruppi):
- Alpi di Fischbach (A)
  - Gruppo dello Stuhleck (A.1)
  - Gruppo del Teufelstein (A.2)
  - Gruppo Rennfeld-Hochschlag (A.3)
    - Costiera dell'Hochschlag (A.3.a)
    - Costiera del Rennfeld (A.3.b)
- Monti orientali di Graz (B)
  - Gruppo del Hochlantsch (B.4)
  - Gruppo dello Schökl (B.5)

## Montagne

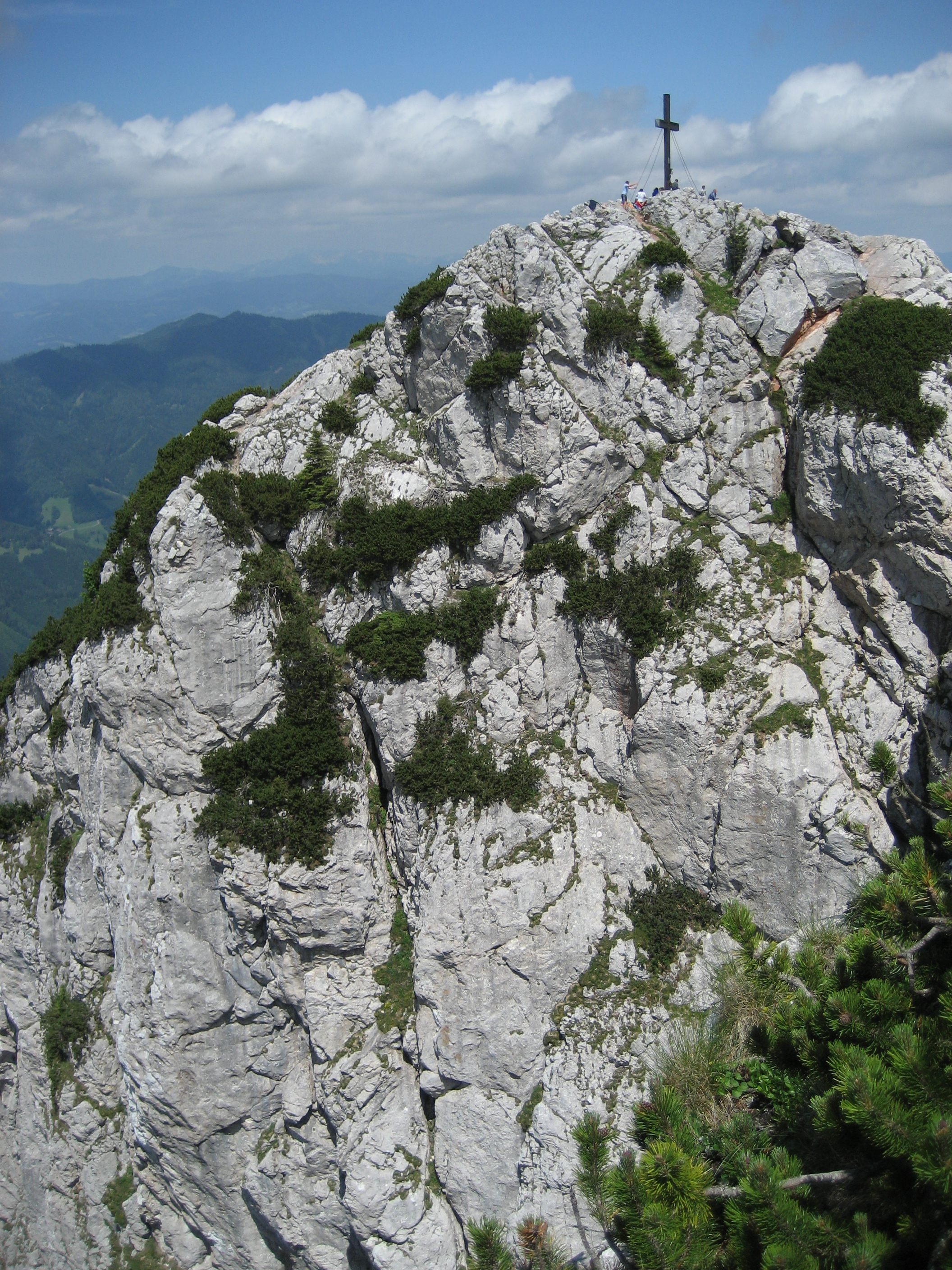
L'Hochlantsch.

- Stuhleck - 1.782 m
- Hochlantsch - 1.720 m
- Rennfeld - 1.629 m